# Епархия Кенемы
Епархия Кенемы (лат. Dioecesis Kenemaënsis) — епархия Римско-Католической церкви c центром в городе Кенема, Сьерра-Леоне. Юрисдикция епархии Кенемы распространяется на Восточную провинцию Сьерра-Леоне. Епархия Кенемы входит в митрополию Фритауна. Кафедральным собором епархии Кенемы является церковь Святого Павла.

## История
11 ноября 1970 года Римский папа Павел VI издал буллу Praeclaris verbis, которой учредил епархию Кенемы, выделив её из архиепархии Фритауна и Бо (сегодня — Архиепархия Фритауна).

## Ординарии епархии
- епископ Joseph Henry Ganda (11.11.1970 — 4.09.1980) — назначен архиепископом Фритауна и Бо;
- епископ John C. O'Riordan C.S.Sp.[1]  (4.06.1984 — 26.04.2002);
- епископ Patrick Daniel Koroma (26.04.2002 — по настоящее время).